# Баластний тягач

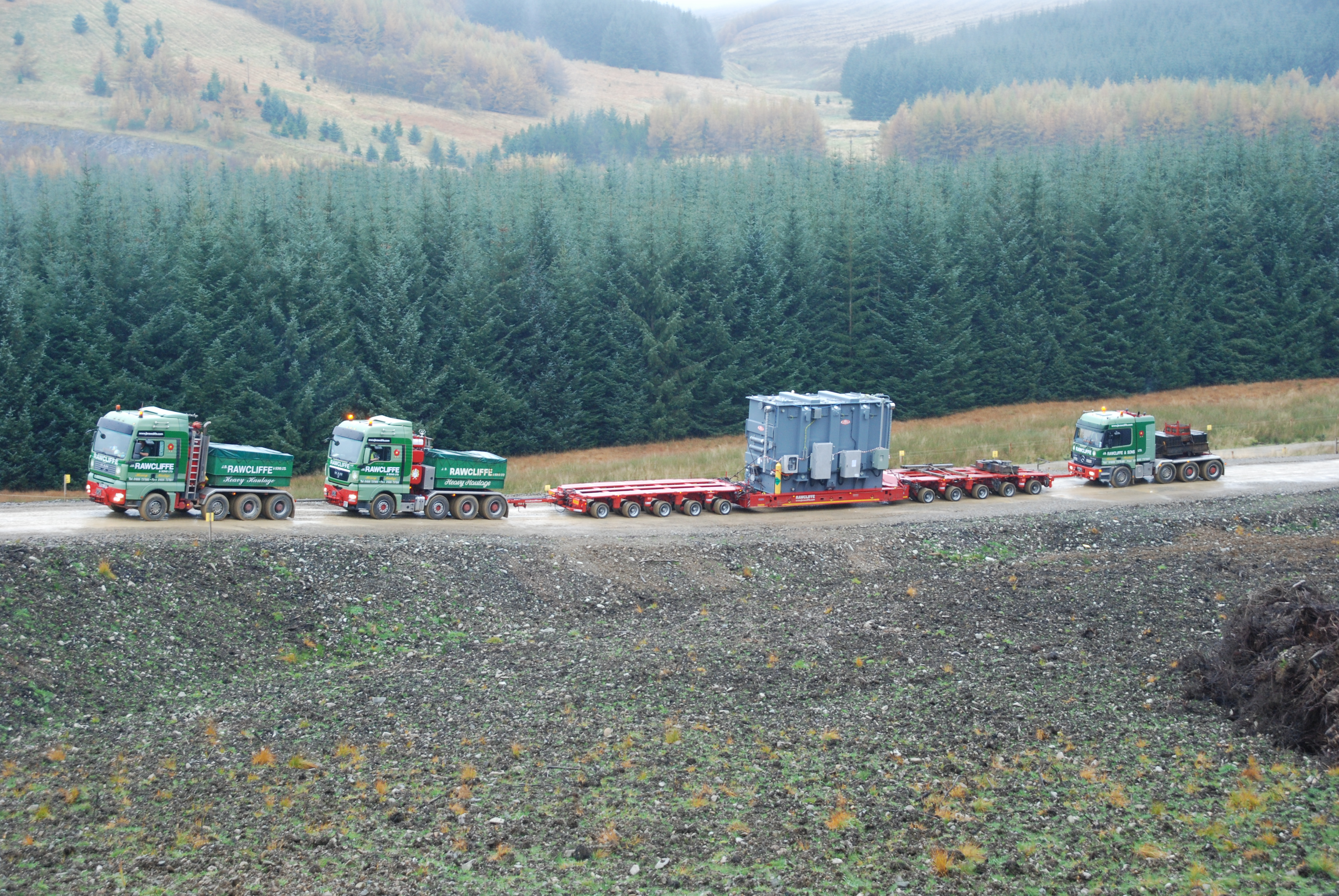
Трансформатор вагою близько 100 тонн транспортують до підстанції на десятивісному тралі силою трьох баластних тягачів (два MAN SE тягнуть, Mercedes штовхає).

Баластний тягач — спеціально обважнений тягач, призначений для буксирування багатовісних причепів підвищеної вантажопідйомності або інших транспортних засобів з великою спорядженою масою. Такі машини оснащуються баластом відповідної ваги для покращення зчеплення коліс автомобіля з дорожнім покриттям і гальмівної потужності. Маса буксируваного вантажу повинна бути менше за масу самого тягача (або сумарну масу всіх тягачів, задіяних до транспортування цього вантажу).
Типовими вантажами, для перевезення яких використовуються баластні тягачі, є модулі нафтових вишок, секції мостів, будівлі, секції кораблів і промислове обладнання, таке як генератори та турбіни.
Історію баластних тягачів можна простежити до 1940-х років, коли у Великобританії компанія Scammell Lorries почала виготовляти спеціально розроблені баластні тягачі з короткою колісною базою 4×2.

## Опис
Назва баластного тягача походить від морського терміну «баласт судна», що описує важкий матеріал, доданий до судна для покращення остійності. Для максимального зчеплення баласт тягача додається над ведучими колесами. Додаткова вага збільшує тертя між шинами та дорожнім покриттям, дозволяючи тягачу долати інерцію та тертя від переміщення важкого причіпного вантажу. Без цього відбувалося б непродуктивне буксування коліс.
Спеціально виготовлені баластні тягачі зустрічаються рідше, зазвичай баластний тягач робиться з важких комерційних тягачів, які оснащують баластним ящиком і відповідним тяговим механізмом. Крім того, для перетворення звичайного тягача на баластний тягач можуть знадобитися ще деякі модифікації, наприклад заміна шасі, додаткова вісь, більші шини і потужніша коробка передач, щоб він міг витримати додаткову вагу.
Баластний ящик — це металевий ящик, який встановлюється на задній частині шасі тягача замість сідельно-зчіпного пристрою. У найпростішому варіанті для уникнення пробуксовки на важких вантажівках знімають сідельно-зчіпний пристрій і розміщують камені, бетонні блоки або інший баласт належної ваги. З часом було розроблено спеціальні ящики, які заповнювали бетоном або сталлю, щоб збільшити вагу тягача. Певні незручності викликає те, що вага самого баласту в деяких випадках перевищує 10, 20 або навіть 40 тонн. Існували проєкти, які передбачали розміщення у баластному ящику спального приміщення для водіїв на випадок тривалих подорожей і суворих погодних умов.
На деяких машинах, виготовлених як баластні тягачі від початку, вже на заводі встановлюється баластний ящик із відповідною до регіональних інструкцій вагою. Частіше оператори важких перевезень перетворюють важкі тягачі на баластні, додаючи баластний ящик вторинного виробництва, виготовлений виробником машини або власноруч.
В сучасності використовуються підсилювачі потужності — зовнішній двигун гідравлічного модульного причепа, який може бути встановлений на шасі тягача, щоб виконувати роль баласту. Це також заощаджує багато місця на самому причепі для вантажів і, найголовніше, дозволяє обійтися без використання додаткових тягачів. Mammoet і Scheuerle (член TII Group) довели ефективність цієї конфігурації у 2019 році на складній місцевості в Норвегії. Майже всі виробники гідравлічних модульних причепів мають свій варіант підсилювача потужності.
Баласт розміщується над ведучою віссю або розподіляється на кілька ведучих осей, щоб максимізувати зчеплення на кожній і рівномірно розподілити навантаження. Щоб подолати високу інерцію, яка виникає при початку переміщення важкого вантажу, баластні тягачі мають потужні двигуни з низькою передачею, які забезпечують значний крутний момент, особливо на низьких швидкостях. Крім того, баластні тягачі часто оснащуються потужними редукторними осями зі ступицею, що забезпечує винятково низькі максимальні швидкості. Щоб витримувати додаткову вагу баласту та тягове зусилля, яке передається дишлом, баластні тягачі мають посилене шасі (крім того, воно дозволяє з’єднувати декілька тягачів разом для максимізації потужності та тяги).
Спеціально побудований баластний тягач, як правило, є найважчим класом серед дорожніх вантажівок. У деяких випадках його споряджена вага може бути більшою, ніж допустиме навантаження на вісь, тому пересування таких машин дорогами загального користування вимагає спеціального дозволу.
Перевагою використання баластних тягачів є можливість штовхати причіп, що серед іншого робить проїзд поворотів легшим, ніж при простому буксируванні, а також збільшує керованість і гальмівну силу при спуску зі схилів.

## Виробники
Спеціальні баластні тягачі виготовляють лише деякі виробники: більшість великих виробників пропонують лише версії тягачів з посиленим шасі, які дозволяють встановити баластний ящик.
Білорусь
- Мінський автомобільний завод
- Мінський завод колісних тягачів

Бельгія
- MOL Trucks[en]

Велика Британія
- AEC
- Atkinson Vehicles[en]
- ERF[en]
- Foden Trucks[en]
- Rotinoff Motors[en] — 35 важких тягачів, збудованих між 1952 та 1959, з яких щонайменше 11 збереглися до наших днів.
- Scammell Lorries[en] — численні ранні машини, що початково знаходилися на озброєнні в армії; зараз використовуються як тягачі для пересувних ярмарків[en].
- Thornycroft[en] — наприклад, Thornycroft Antar[en]
- Universal Power Drives[en]

Індія
- Volvo Trucks India
- Scania India

Іспанія
- TBO Trabosa
- TMU

Італія
- Astra Veicoli Industriali[en]

Канада
- Hayes Manufacturing Company[en]
- Pacific Trucks[en]

Нідерланди
- DAF Trucks (GINAF)

Німеччина
- Tadano Faun GmbH[en]
- MAN Truck & Bus / ÖAF[en]
- Mercedes-Benz (Titan)

Роіся
- НАМІ

США
- Diamond T[en] — армійські танковози Diamond T M20 були популярні у Великій Британії після Другої світової війни.
- Kenworth
- Mack Trucks
- White Motor Company[en]
- Oshkosh Corporation

Франція
- Nicolas Industrie[en] надважкі тягачі 8×8 та 10×10
- Willème[en]

Чехія
- Tatra

Швейцарія
- Saurer

## Оператори
Більшість підприємств, що займаються перевезеннями надважких вантажів, використовують важкі тягачі моделей, які можуть вмістити баластний ящик. Найбільш широко баластні тягачі використовуються у країнах, що перебувають в процесі активного індустріального розвитку, таких як регіони Близького Сходу, Південної Африки та Південної Азії через більшу частоту перевезень надважких вантажів (наприклад, таких як компоненти електростанцій) та велику кількість інфраструктурних проєктів.
Спеціалізовані транспортні компанії, що використовують баластні тягачі:
- Alstom
- Mammoet
- Pickfords[en]
- Sarens[en]
- ALE[en]
- Lampson International[en]
- CLP Group[en]
- Omega Morgan[en]
- Організація оборонних досліджень і розробок

## Галерея

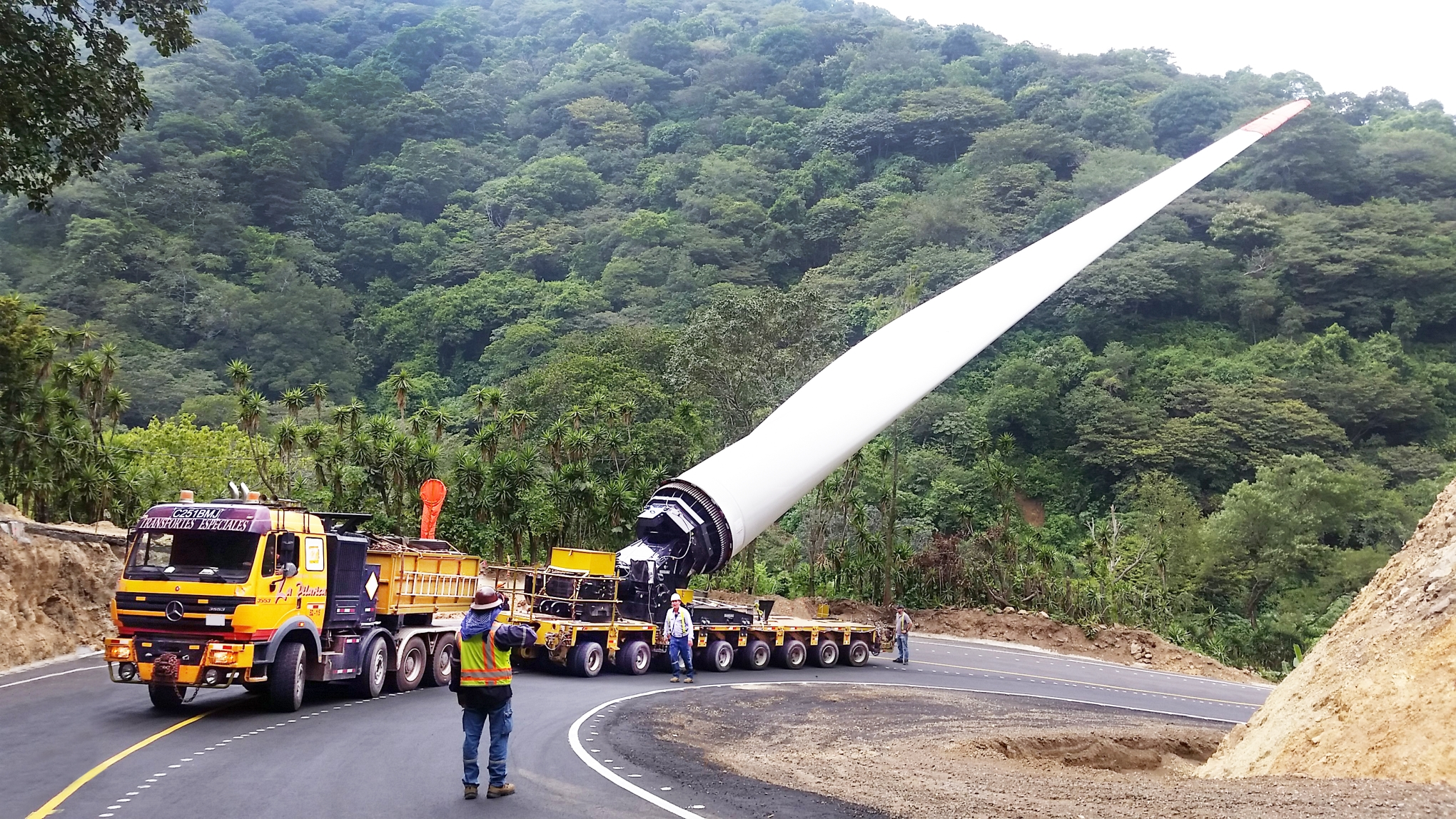
Mercedes-Benz SK везе гідравлічний модульний причіп Goldhofer з лопаттю для вітряної електростанції.
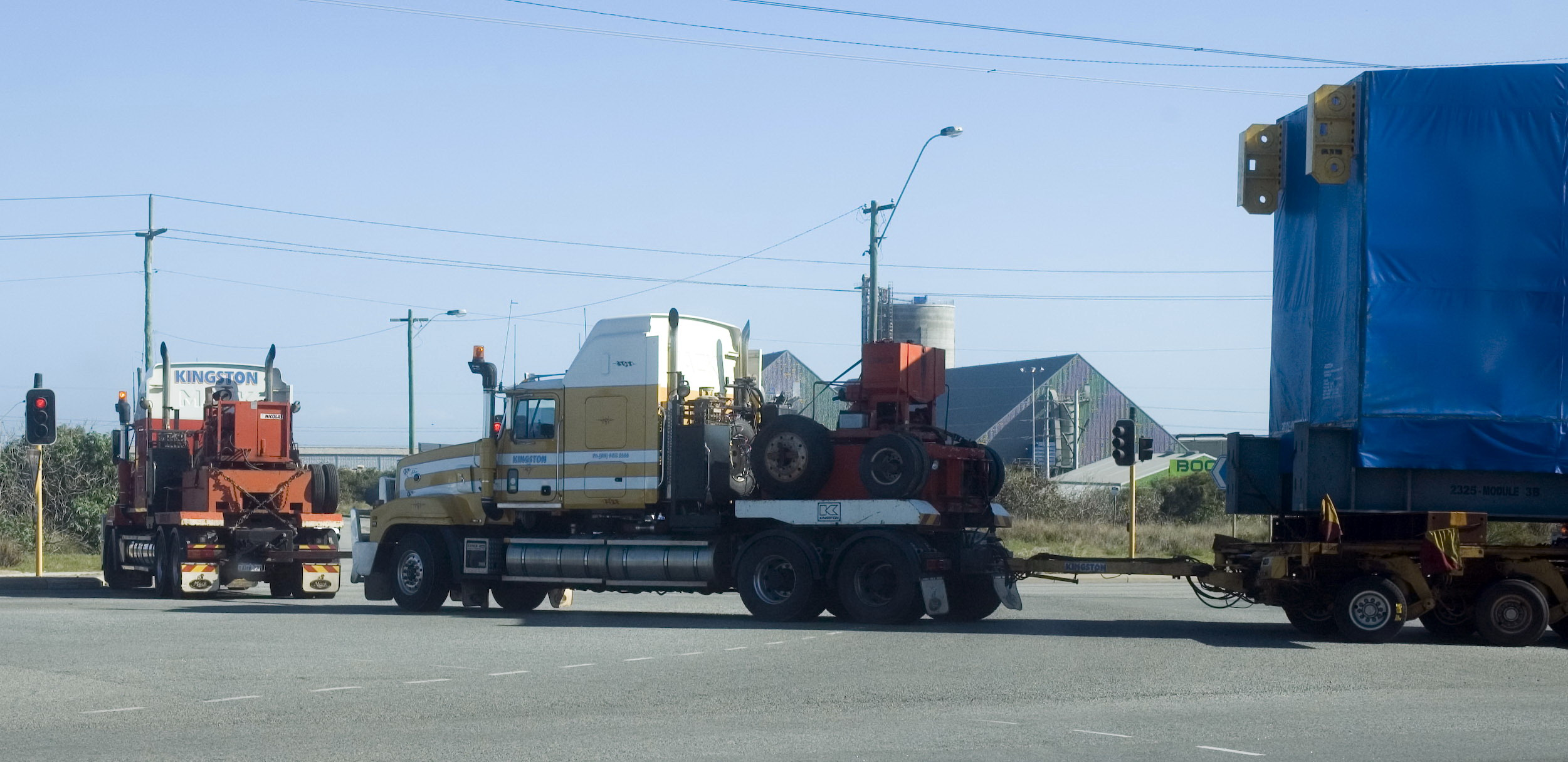
Два баластні тягачі запряжені в один причіп.
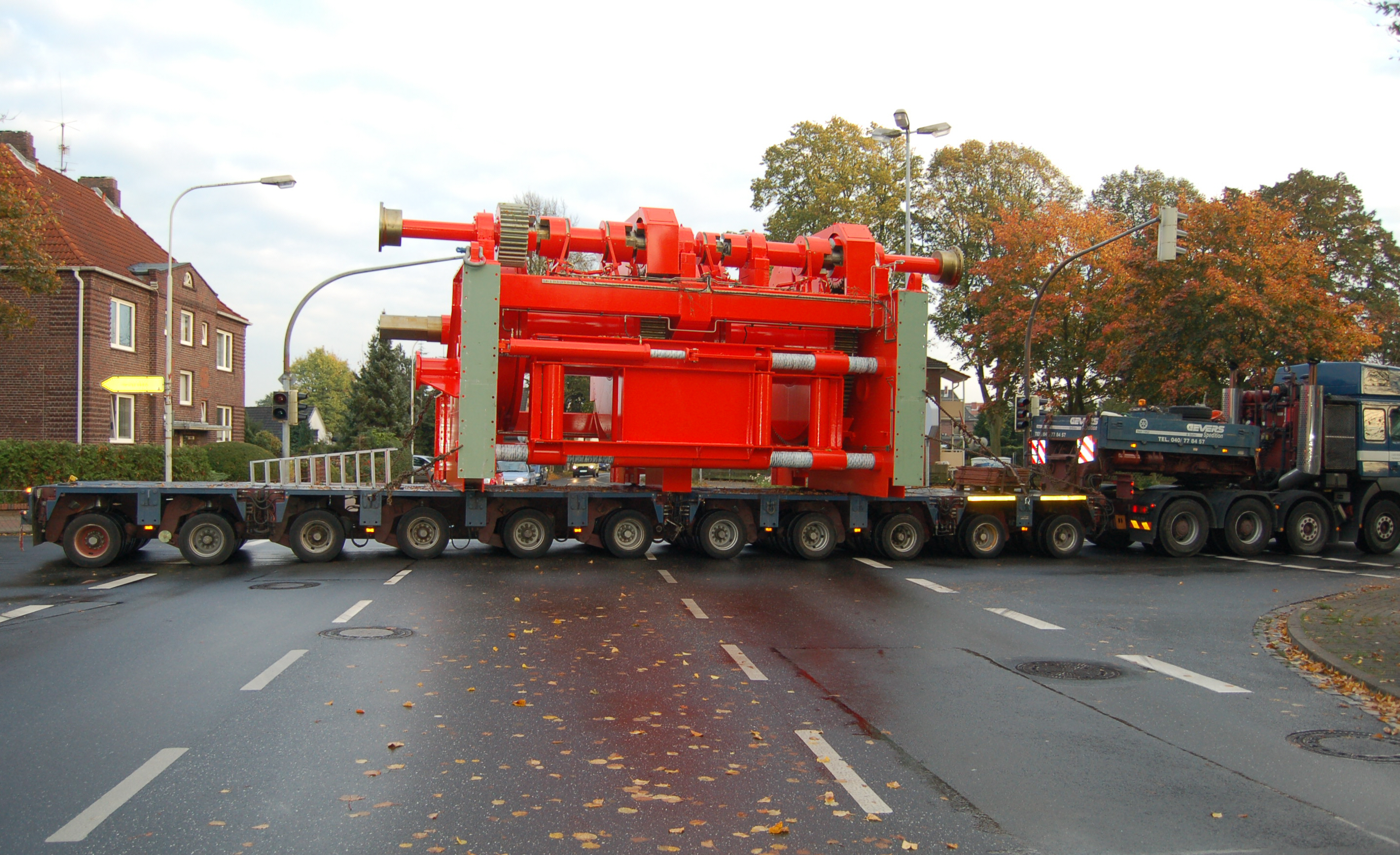
Баластний тягач везе велику якірну лебідку.
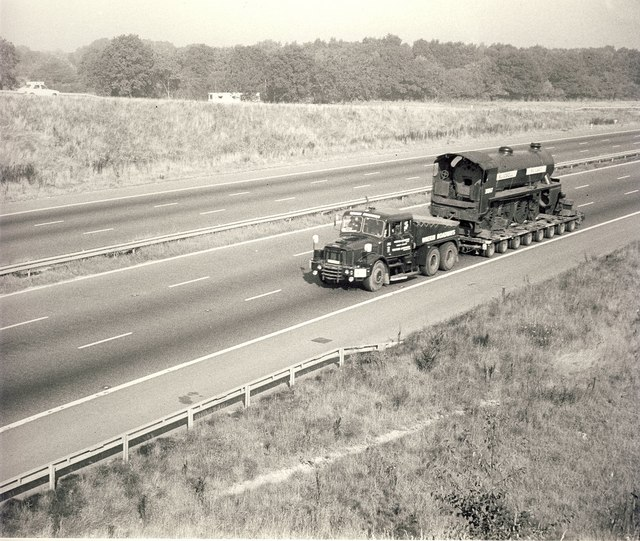
Перевезення паровоза Maunsell S15[en] баластним тягачом Scammell Contractor.
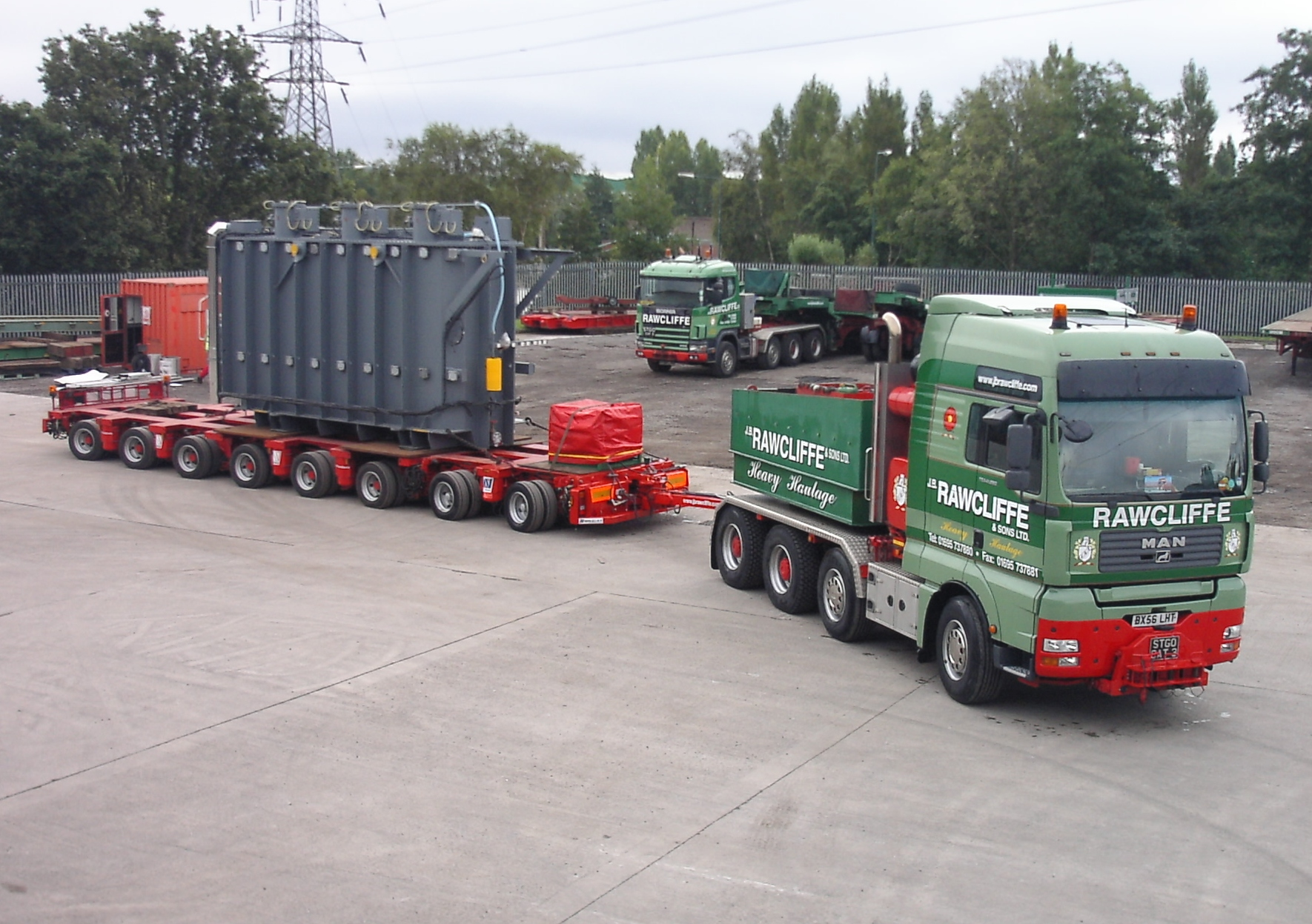
Баластний тягач MAN тягне трансформатор вагою 92 тонни.
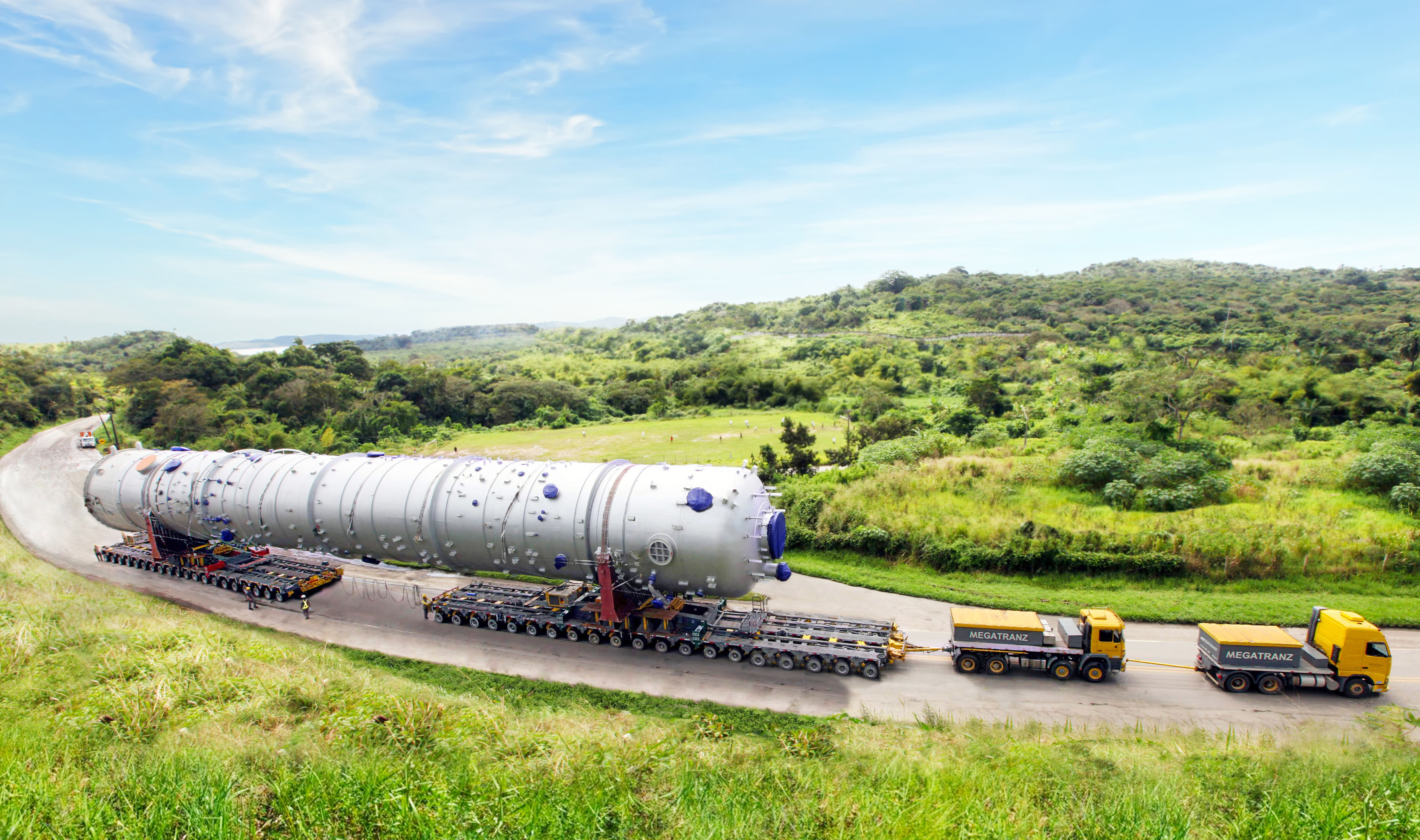
MAN і Volvo транспортують вантаж на двох гідравлічних модульних причепах TII.